# 松原塩田
座標: 北緯31度42分53秒 東経130度38分10秒 / 北緯31.71472度 東経130.63611度
松原塩田（まつばらえんでん）、または帖佐松原塩田は、鹿児島県姶良市にかつて存在していた塩田である。松原は姶良町南部の海岸沿いの地名で、住所としては東餅田となる。

## 歴史
この地域ではかなり以前から製塩を行っていたと見られ、1729年（享保4年）に塩浜（揚浜式塩田）が破損したとの記述のある文献が見られる。1855年（安政2年）には島津斉彬が製塩法の研究と塩田設置の調査を命じて、帖佐も候補地となるが、斉彬の死により中止となった。
藩政末期に再び塩田計画は再開され、隣接する加治木町の加治木塩田と共に着工するが、ほぼ完成したところで西南戦争が始まり中断した。1878年4月から工事が再開され、9月に一部が完成し部分的に製塩を開始、1880年2月に竣工した。工費は17,642円で、面積45町3反4畝24歩と記録されている。
1885年には鹿児島県授産会社（主に士族により作られた会社）が払い下げを受けて塩田の改良工事を進めた。1890年には隣接の加治木塩田は台風の被害を受けて放棄され、この地域の塩田は松原と、それに隣接して個人的に行っていた脇元のみとなった。1905年から塩の専売制が始まり、この地域では加治木町に専売局が置かれたため生産された塩はかますに入れて加治木に運ばれ売却されていた。
1914年、桜島の大正大噴火により地盤沈下と津波の被害を受け、さらにその年の8月の台風の被害も受けて塩田は壊滅した。1915年から早速地元の帖佐村により復旧計画が始まるが、反対するものがあり、村長中村正は辞任に追い込まれている。最終的には復旧する方向で村の意思を固め、県農工銀行の手に渡っていた塩田を買い取って復旧工事を始めることになった。
1918年2月11日に復旧工事を起工し、1922年2月15日に竣工した。まだ完成していない設備も多く、初年度の生産量は2トンに留まった。その後1924年に入浜式塩田が完成し村営事業として本格的に製塩が始まった。30町歩の塩田、1町歩の製塩場があり、製塩棟5棟、製塩釜9基、鹹水溜10基、沼井1296台となっていた。1932年には年間2400トンを生産、松原地区の550戸のうち128戸が製塩事業に従事し、また製塩工場では29人が働いていた。帖佐村のこの年の歳入21万6110円のうち製塩事業によるものは11万9331円を占め、黒字は3万4655円に達していた。近辺の町村からは羨望の的であったという。
1934年には最高の3220トンを記録したが、戦争の影響などで次第に生産量は減少し、台風の被災もあって1945年には344トンとなった。戦後復興が進み1948年には1334トンとなったが、この年労働組合が結成されている。1950年には年間1400トンとなり、年間収入は1800万円となっていた。
1951年10月14日、ルース台風が直撃し、塩田は全滅、損害額は8090万円を記録した。復旧が検討されたものの、12月に町議会が放棄を決定し、塩田の歴史が終了した。
跡地は現在鹿児島県の自動車運転免許試験場や岩崎産業のクルマエビ養殖場となっている。また塩釜公園に記念碑がある。姶良町歴史民俗資料館には、当時の松原塩田の様子を再現した模型がある。